# Niakoblognoa
Niakoblognoa est une localité de Côte d'Ivoire située à 39 km de Lakota. La population est de 14 000 habitants (recensement 2000). La localité de Niakoblognoa est chef-lieu de Commune.
Les villages voisins sont Troko, Bobolilie, Kpayorognoa, Toukouko, Beyo et Godelillie.